# IC 4470
IC 4470 је спирална галаксија у сазвјежђу Мали медвјед која се налази на листи објеката дубоког неба у Индекс каталогу.
Деклинација објекта је + 78° 53' 10" а ректасцензија 14h 28m 22,8s. Привидна величина (магнитуда) објекта IC 4470 износи 14,4 а фотографска магнитуда 15,2. IC 4470 је још познат и под ознакама MCG 13-10-19, CGCG 354-3, CGCG 353-40, NPM1G +79.0121, PGC 51696.